# Jon Worth

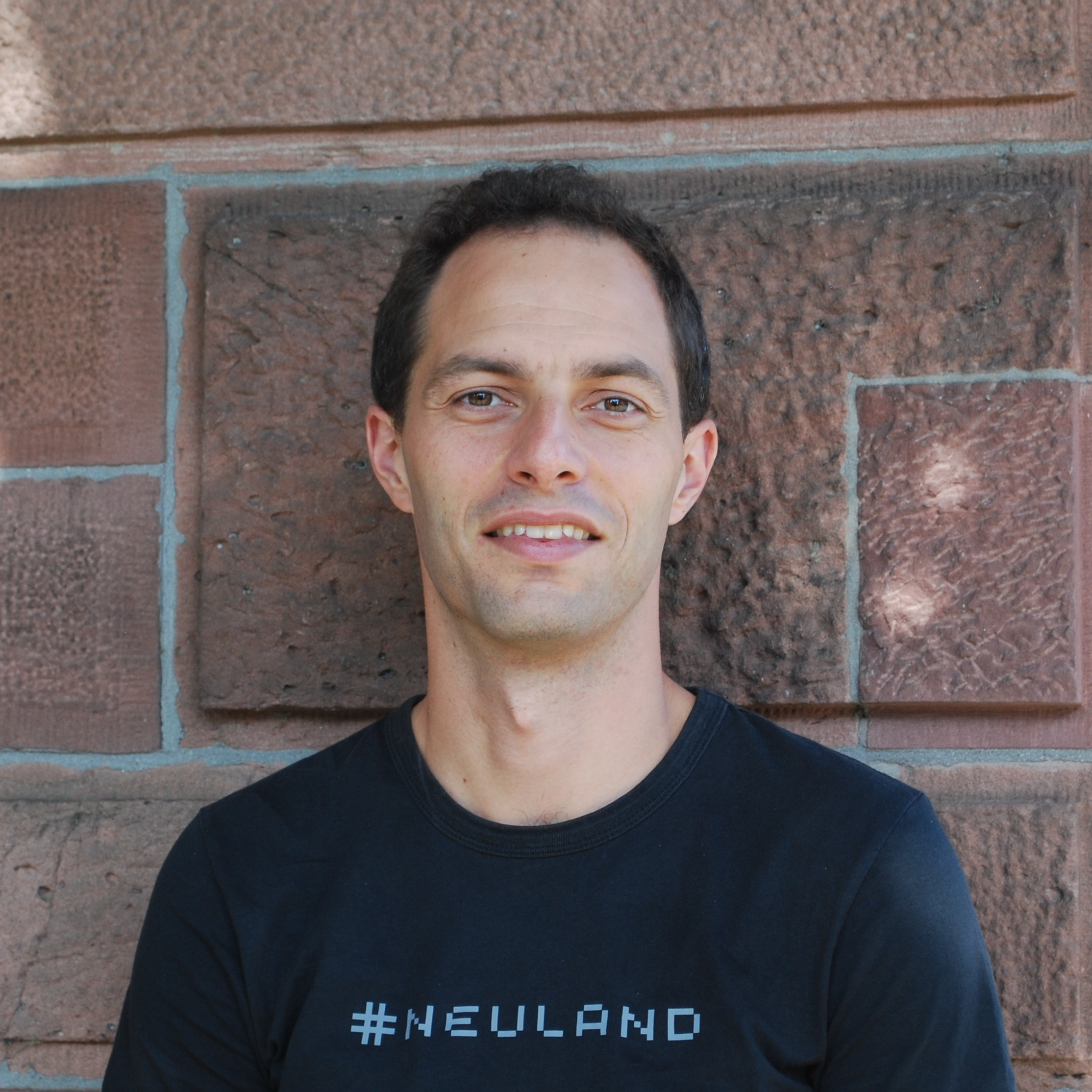
Jon Worth

Jon Worth (* 23. Mai 1980 in Newport (Wales)) ist ein politischer Blogger, Journalist und früher europapolitischer Experte im Internet. Er ist Gründer und Betreiber des Blogs Euroblog. Er schreibt regelmäßig zur Europäischen Union, britischer (Brexit) und deutscher Politik. Er ist seit 2015 Lehrbeauftragter am Europakolleg in Brügge.

## Leben
Jon Worth studierte Philosophie, Politik und Wirtschaft am Merton College der Universität Oxford, wo er mit einem Bachelor abschloss. Zusätzlich erlangte er einen Masterabschluss in Europäischer Politik am College of Europe in Brügge. Jon Worth publizierte seinen „Euroblog“ erstmals 2005, er wurde 2010 von Social Europe, als einer der drei einflussreichsten Mitte-links-Blogs nominiert. FleishmanHillard stufte es als eines der zehn lesenswertesten Europa-Blogs ein. Hill+Knowlton Strategies beschrieb Jon Worth als einen der Top-drei einflussreichsten Twitterer in EU-Fragen. Euractiv listete ihn als einen der einflussreichsten Briten in Frage der Europapolitik.
Seine politische Karriere begann er 2003 als Europa-Präsident der Jungen Europäischen Föderalisten, dieses Amt hatte er bis 2005 inne.
In der britischen Innenpolitik war er 2007 für eine Online-Kampagne für die Abgeordnete Harriet Harman verantwortlich, die als Deputy Leader der Labour Party kandidierte. Er leitete 2010 die Online-Kampagne zur Labour-Kandidatur von Diane Abbott.
Jon Worth war der Gründer der Atheist Bus Campaign 2008. Die erfolgreiche Kampagne ging auf seinen Blogeintrag mit dem Titel „In your face atheism?“ zurück. Mit seinem Umzug nach Berlin 2013 verließ er die Labour-Partei und schloss sich Bündnis 90/Die Grünen an. Hier kandidierte er 2016 für die Bezirkswahl in Friedrichshain-Kreuzberg.
Er ist seit dem akademischen Jahr 2015/16 Lehrbeauftragter am College of Europe in Brügge. An der Fakultät für europäische Politik und Governance lehrt er zu den Themen Online-Kommunikation und Europäische Union. Gemeinsam mit Pierpaolo Settembri und Costanza Hermanin führt er Verhandlungstrainings durch.
Auch weil er als britischer Staatsbürger in Deutschland persönlich vom Brexit betroffen ist, wird er regelmäßig in deutschen Medien zu diesem Thema als Experte eingeladen und interviewt, z. B. von der Deutschen Welle, in n-tv, im Deutschlandfunk, in Zeit Online und in der Süddeutschen Zeitung.
Seit 2017 ist er Mitglied der Europe Policy Group des World Economic Forum und Mitglied der Transparency International EU Advisory Group.
Im Juni 2018 gab er seine Kandidatur auf der Bundesdelegiertenkonferenz für die Liste Bündnis 90/Die Grünen für die Europawahl 2019 bekannt, auf der Bundesdelegiertenkonferenz der Grünen im November war seine Kandidatur aber nicht erfolgreich.